# Pietrowice (Opole)
Pour les articles homonymes, voir Pietrowice.
Pietrowice est une localité polonaise de la gmina et du powiat de Głubczyce en voïvodie d'Opole.